# Scappa - Get Out
Scappa - Get Out (Get Out) è un film del 2017 diretto da Jordan Peele. 
Il horror/thriller , con protagonisti Daniel Kaluuya e Allison Williams, è parzialmente ispirato alle vicende narrate ne La notte dei morti viventi (1968), proponendosi come una critica sul moderno liberalismo negli Stati Uniti d'America.
Get Out è stato acclamato dalla critica e dal pubblico: ha vinto l'Oscar alla miglior sceneggiatura originale con il regista esordiente Peele che è anche coproduttore, e ha incassato 255 milioni di dollari nel mondo, a fronte di un costo di produzione di 4,5 milioni.

## Trama
È notte fonda quando il giovane afroamericano Andre Hayworth, che sta camminando da solo nei quartieri alti, viene rapito da un individuo vestito di nero e mascherato con un elmo da cavaliere medievale che guida un’auto bianca dal cui impianto stereo esce la canzone Run, Rabbit, Run del duo Flanagan and Allen.
Sei mesi dopo. Il fotografo afroamericano Chris Washington si prepara a conoscere i genitori della sua ragazza (bianca), Rose Armitage, e a passare con loro il weekend. Sebbene sia preoccupato perché lei non ha ancora detto ai suoi che lui è nero, la famiglia Armitage, composta da madre, l’ipnoterapista Missy, padre, il neurochirurgo Dean, e un fratello, lo studente di medicina Jeremy, lo accolgono con calore ed affetto ma Chris rimane presto turbato dallo strano comportamento dei due domestici di colore, Walter e Georgina. Quella stessa sera, Chris, dopo aver visto Walter correre in giardino come se fosse su una pista, parla da solo con Missy che, dopo avergli fatto domande sulla morte di sua madre, investita quando lui aveva solo undici anni (Chris si sente in colpa perché, sebbene si fosse accorto che non era tornata, non chiamò subito la polizia perdendo così tempo prezioso per la madre, che non era morta sul colpo), lo ipnotizza per togliergli il vizio del fumo: Missy pone Chris in uno stato di paralisi e poi fa sprofondare la sua mente in un "mondo sommerso". 
Il giorno dopo, in casa Armitage si tiene una grande rimpatriata di famiglia, di cui Rose sostiene di essersi completamente dimenticata, e, durante i festeggiamenti, varie coppie si mostrano molto interessate a Chris e gli rivolgono complimenti legati alla sua etnia, cosa che non fa altro che farlo sentire ancora più a disagio. Le cose si fanno ancora più strane quando Chris, scorto tra gli ospiti un giovane nero che crede di riconoscere, anche se lui si presenta come Logan King, gli scatta una foto e il flash porta l’uomo ad avere un’epistassi e a gridargli di scappare; Dean spiega che ha solo avuto un attacco di epilessia ma Chris, che conosce la malattia poiché un suo cugino ne è affetto, non ci crede. 
Poco dopo, mentre Chris dice a Rose di volersene andare, Dean tiene un'asta silenziosa con un ritratto del ragazzo che Jim Hudson, un commerciante d'arte affetto da una malattia che gli ha causato cecità e che sa che Chris è un fotografo molto bravo, si aggiudica facendo l'offerta migliore. 
Quella stessa sera, mentre fa le valigie, Chris manda la foto di Logan King all'amico Rod, agente TSA, il quale lo informa che è Andre Hayworth e che risulta scomparso da sei mesi. Inoltre, poco dopo, Chris trova numerose foto di Rose insieme a persone di colore (aveva detto di non aver conosciuto o frequentato altri afro-americani), tra cui Walter e Georgina. 
Capito che Rose e la sua famiglia hanno brutte intenzioni, Chris cerca di fuggire ma viene fermato da Missy che lo fa cadere prima in uno stato ipnotico e poi di incoscienza. Poco dopo, Chris si risveglia legato a una poltrona, dinanzi a un vecchio televisore che si accende e trasmette un filmato nel quale il nonno di Rose spiega che gli Armitage hanno scoperto il modo di prolungare la propria vita per mezzo di ipnosi e chirurgia cerebrale: dopo che Missy ha ipnotizzato e preparato la vittima e Dean ha trapiantato una parte del cervello del suo amico o familiare nel nuovo corpo più giovane, Missy fa sprofondare la mente della vittima, che non può essere eliminata del tutto, nel "mondo sommerso" per sempre. Quando poi, nel filmato successivo, appare Jim Hudson, che gli rivela di volere i suoi occhi per tornare a vedere, Chris usa l'imbottitura che fuoriesce dalla vecchia poltrona alla quale è legato per tapparsi le orecchie e non sentire il rumore che gli induce l'ipnosi, successivamente finge di subirne l'effetto. 
Mentre a casa Rod tenta invano di convincere la polizia che Chris è stato rapito dagli Armitage, alla villa Chris si libera, uccide Dean, Missy e Jeremy ma, durante la fuga, investe Georgina così, ricordandosi della madre, la carica in macchina. Ripresasi, Georgina, che in realtà è la nonna di Rose, aggredisce il ragazzo che finisce fuori strada e, mentre Georgina muore, Chris viene raggiunto da Rose, armata di fucile, e Walter, che in realtà è suo nonno Roman. Walter aggredisce Chris che però riesce a fargli una foto col flash così l’uomo, dopo aver tolto il fucile a Rose, prima spara alla ragazza e poi si suicida. 
Poco dopo una macchina della polizia giunge sul posto e Rose, gravemente ferita ma ancora viva, chiede aiuto all'agente cercando di incolpare Chris ma quando dall'auto esce Rod, venuto in soccorso dell'amico, la ragazza rinuncia. Chris sale così a bordo dell'auto e Rod, dopo aver rinfacciato all’amico di non andare con Rose, si allontana lasciando Rose morire da sola.

## Produzione

### Sviluppo
Get Out segna il debutto alla regia di Jordan Peele, che in precedenza aveva lavorato solo in commedie, come lo sketch show Key & Peele. Peele riteneva che i generi horror e commedia fossero simili in quanto si basano entrambi sul ritmo, affermando che il suo lavoro nella produzione umoristica gli ha permesso di "allenarsi" per i film. La fabbrica delle mogli ha fornito ispirazione per la pellicola, poiché Peele lo definisce un film horror con una premessa satirica. Dal momento che nella storia si tratta di razzismo, il regista l'ha ritenuta "molto personale", sebbene non presenti elementi autobiografici.
Peele è stato consigliato al produttore Sean McKittrick dal suo partner comico Keegan-Michael Key nel 2013. I due si sono incontrati a New Orleans in circostanze informali e Peele gli raccontò la trama di Get Out dicendogli "Eccone uno [di film] che non vorrai mai fare". McKittrick fu interessato al progetto e gli propose di finanziarlo; Peele ha scritto la prima bozza della sceneggiatura in due mesi.

### Cast
Gli attori principali, Daniel Kaluuya e Allison Williams, sono stati scelti nel novembre 2015, mentre gli altri membri del casting sono stati selezionati tra il dicembre 2015 e il febbraio 2016. Kaluuya è stato scelto in base alla sua forte interpretazione nell'episodio della serie Black Mirror "Quindici milioni di celebrità". L'attore ha affermato di aver accettato la parte in quanto sentiva che il personaggio, Chris, fosse il tipico "bravo ragazzo" e "uomo qualunque", identificandosi in lui nella scena della festa. Tiffany Haddish rifiutò l'offerta di fare un provino per un ruolo nel film.
La Williams disse di essere stata scelta da Peele come mossa subdola per disorientare il pubblico, in quanto sarebbe stato facile per gli spettatori fidarsi di lei, e l'attrice accettò per ribaltare le aspettative delle persone nei suoi confronti. La Williams successivamente osservò che il pubblico caucasico spesso interpreta erroneamente le motivazioni del suo personaggio, Rose, difendendo le sue azioni ritenendola vittima del culto della sua famiglia, mentre l'attrice sostiene che sia semplicemente malvagia. La scena in cui Rose beve del latte mentre fa ricerche sulle potenziali vittime future è stata concepita poco prima delle riprese per aggiungere un ulteriore elemento inquietante nel personaggio: la canzone che ascolta in quel momento, "(I've Had) The Time of My Life", riflette il distacco emotivo di Rose.

### Riprese

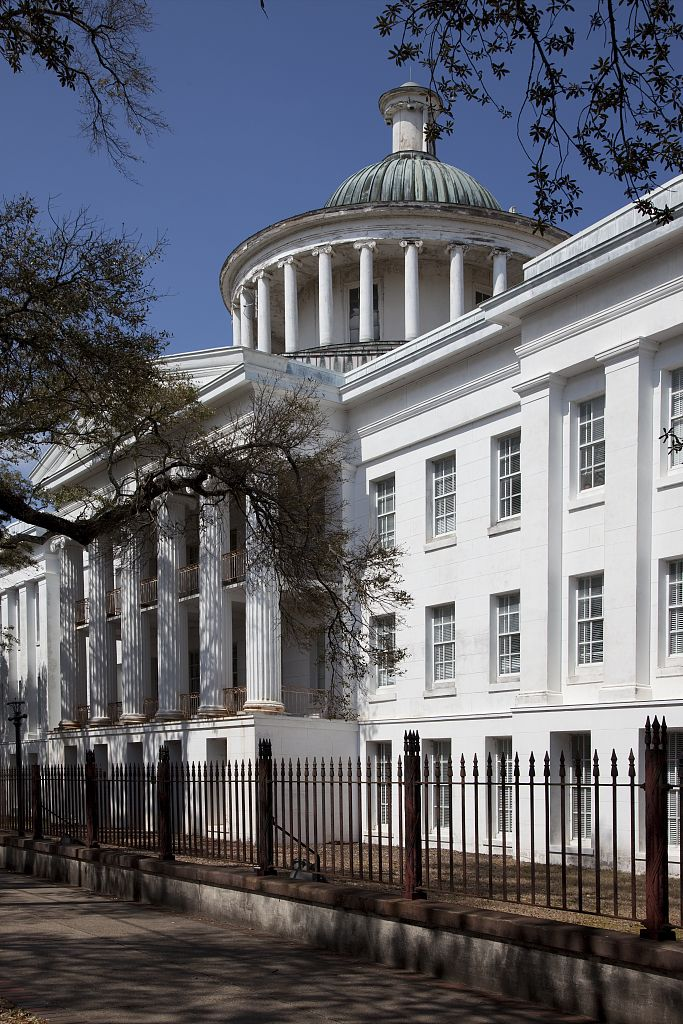
La Barton Academy di Mobile, Alabama, location di alcune scene del film.

Il film è stato girato in Alabama, più precisamente nelle città di Fairhope e Mobile.

### Finali alternativi
Nel finale originale, Chris viene arrestato dalla polizia dopo aver strangolato Rose. Invece di aiutare Chris, Rod lo incontra in prigione e gli chiede informazioni sulla famiglia Armitage per poter indagare, ma Chris insiste sul fatto che li ha fermati e che tutto va bene.
Peele voleva usare questo finale per riflettere la realtà del razzismo ma, agli inizi della produzione, diverse sparatorie di alto profilo da parte della polizia contro degli afroamericani avevano acceso discussioni nella popolazione e, a detta di Peele, portato numerose persone a sensibilizzarsi sull'argomento. Dopo aver valutato l'accoglienza del finale alle proiezioni di prova, il regista decise che il film necessitasse di un lieto fine, decidendo però di mantenere una scena che portasse gli spettatori a credere che Chris stia per essere arrestato dalla polizia per ottenere la reazione prevista.
Sono stati presi in considerazione molti altri finali, alcuni dei quali sono inclusi nella versione in DVD e Blu-ray. In uno di questi, Rod irrompe nella tenuta degli Armitage e trova Chris, il quale però afferma di non conoscerlo, facendo intendere di essere stato sottoposto all'operazione.

## Distribuzione
Il film, che è stato presentato al Sundance Film Festival il 24 gennaio 2017, è stato distribuito nelle sale cinematografiche statunitensi il 24 febbraio 2017 da Universal Studios. In Italia è stato distribuito il 18 maggio 2017.

## Temi
Lanre Bakare di The Guardian ha scritto riguardo al film: "I cattivi qui non sono redneck del sud o skinhead neonazisti, o i cosiddetti alt-right: sono liberali bianchi della classe media. Il tipo di persone che leggono questo sito web, il tipo di persone che fanno acquisti da Trader Joe's, che donano all'ACLU e che avrebbero votato Obama per una terza volta se avessero potuto. Quello che Get Out fa così bene – e che infastidirà alcuni spettatori – è mostrare come, per quanto involontariamente, queste stesse persone possono rendere la vita così difficile ai neri. Espone un'ignoranza liberale e un'arroganza che è stata lasciata inasprire. È un atteggiamento, un'arroganza, che nel film porta a un'orribile risoluzione finale , ma che mostra anche un compiacimento altrettanto pericoloso".
Peele ha detto che il film parla di schiavitù e che il personaggio di Huston, il quale è il più lontano dal razzismo a causa della sua cecità, "svolge ancora un ruolo nel sistema del razzismo: il modo in cui si manifesta nel film è che un uomo crede che l'occhio di questo artista migliore, questo artista nero, sia ciò che lo separa dall'essere un successo o un fallimento". Ciò, secondo il regista, è una sorta di commento a quello che lui stesso provava durante il periodo presidenziale di Obama, riguardo a una mitologia di un presunto vantaggio di essere neri in tale cultura.
La pellicola descrive anche la mancanza di attenzione riservata agli afroamericani scomparsi rispetto alle donne e ragazze bianche scomparse. Damon Young di Slate ha descritto la premessa del film "Tristemente plausibile... sebbene i neri costituiscano solo il 13% della popolazione americana, sono il 34% dei dispersi in America, una realtà che dimostra come un insieme di fattori razziali e socioeconomici rende la vita degli afroamericani dimostratamente meno preziosa della vita delle controparti caucasiche".
Il personaggio di Rose viene utilizzato per andare contro al cliché del "salvatore bianco" e, in particolare, alla ricorrenza nei film del genere di rappresentare quasi tutti i personaggi caucasici malvagi tranne uno buono. Peele e Williams hanno affermato che Rose si comporta come un'adolescente a causa di un ritardo nello sviluppo emotivo e l'attrice non ritiene il suo personaggio vittima di indottrinamento, ipnotismo o della sindrome di Stoccolma, ma genuinamente cattiva. Dopo la rivelazione della vera natura di Rose, il suo precedente aspetto "tenero e affettuoso" diventa "una visione di freddo e meticoloso elitarismo". In particolar modo, viene rappresentata come una "predatrice" tramite il suo abbigliamento (pantaloni da caccia, camicia bianca e coda di cavallo) e per la tendenza di appendere fotografie dei suoi ex partner al muro come trofei.

## Accoglienza

### Incassi
A fronte di un budget stimato in 4 500 000 di dollari, ha incassato più di 176 milioni nei soli Stati Uniti e quasi 79 milioni nel resto del mondo, per un totale di più di 255 milioni di dollari.

### Critica
Il film è stato acclamato dalla critica cinematografica. L'aggregatore di recensioni Rotten Tomatoes riporta una percentuale di gradimento del 98% con un voto medio di 8,3 su 10, basato su 403 recensioni, mentre il sito Metacritic attribuisce al film un punteggio di 85 su 100, basato su 48 recensioni.

## Riconoscimenti
- 2018 - Premio Oscar[35]
  - Miglior sceneggiatura originale a Jordan Peele
  - Candidatura per il miglior film
  - Candidatura per il miglior regista a Jordan Peele
  - Candidatura per il miglior attore a Daniel Kaluuya
- 2018 - Golden Globe[36]
  - Candidatura per il Miglior film commedia o musicale
  - Candidatura per il Migliore attore in un film commedia o musicale a Daniel Kaluuya
- 2017 - MTV Movie & TV Awards[37]
  - Miglior performance comica a Lil Rel Howery
  - Migliore performance rivelazione maschile a Daniel Kaluuya
  - Candidatura per il Miglior film a Jordan Peele
  - Candidatura per la Migliore performance maschile a Daniel Kaluuya
  - Candidatura per la Miglior performance comica a Lil Rel Howery
  - Candidatura per il Miglior cattivo a Allison Williams
  - Candidatura per la Miglior coppia a Daniel Kaluuya e Lil Rel Howery
  - Candidatura per il Best Fight against the System
- 2017 - Gotham Independent Film Awards[38][39]
  - Miglior regista rivelazione a Jordan Peele
  - Miglior sceneggiatura a Jordan Peele
  - Premio del pubblico
  - Candidatura per il Miglior film
  - Candidatura per il Miglior attore a Daniel Kaluuya
- 2017 - National Board of Review Awards[40]
  - Migliori dieci film dell'anno
  - Miglior regista esordiente a Jordan Peele
  - Miglior cast
- 2017 - New York Film Critics Circle Awards[41]
  - Miglior opera prima
- 2017 - Los Angeles Film Critics Association Award[42]
  - Miglior sceneggiatura a Jordan Peele
- 2017 - American Film Institute[43]
  - Migliori dieci film dell'anno
- 2017 - British Independent Film Awards[44]
  - Miglior film indipendente internazionale
- 2017 - Washington D.C. Area Film Critics Association[45]
  - Miglior film
  - Candidatura per il Miglior regista a Jordan Peele
  - Candidatura per la Miglior sceneggiatura originale a Jordan Peele
  - Candidatura per il Miglior attore a Daniel Kaluuya
  - Candidatura per il Miglior montaggio a Gregory Plotkin
- 2017 - San Diego Film Critics Society Awards[46][47]
  - Miglior film
  - Miglior sceneggiatura originale a Jordan Peele
  - Candidatura per la migliore attrice non protagonista a Catherine Keener
  - Candidatura per la miglior performance comica a Lil Rel Howery
  - Candidatura per il miglior cast
  - Candidatura per il miglio regista a Jordan Peele
- 2018 - Writers Guild of America Award[48]
  - Miglior sceneggiatura originale a Jordan Peele
- 2018 - Producers Guild of America Awards[49]
  - Candidatura per il Darryl F. Zanuck Award al miglior film
- 2018 - Independent Spirit Awards[50]
  - Miglior film
  - Miglior regista a Jordan Peele
  - Candidatura per la Miglior sceneggiatura a Jordan Peele
  - Candidatura per il Miglior attore protagonista a Daniel Kaluuya
  - Candidatura per il Miglior montaggio a Gregory Plotkin
- 2018 - Satellite Award[51]
  - Candidatura per il Miglior film
  - Candidatura per il Miglior regista a Jordan Peele
  - Candidatura per la Migliore sceneggiatura originale a Jordan Peele
  - Candidatura per la Migliore scenografia